# سوق الثلوث، إب
سوق الثلوث هي إحدى قرى الجمهورية اليمنية. تتبع جغرافيا لمحافظة إب وإداريًا لمديرية بعدان. يبلغ تعداد سكانها 1483 نسمة حسب الإحصاء الذي أجري عام 2004.